# Pop Muzik
Pop Muzik è un singolo del gruppo musicale britannico M, pubblicato il 25 marzo 1979 come secondo estratto dal primo album in studio dal titolo New York • London • Paris • Munich.
Pubblicato per la prima volta nel Regno Unito, venne accompagnato da un videoclip diretto da Brian Grant, ben accolto dalla critica, in cui il cantante, vestiti i panni da DJ, canta davanti a un microfono circondato completamente da una console esagerata, affiancato da due modelle che lo accompagnano al coro e ballando con fare robotico. È presente anche Brigit Novik, a quel tempo compagna di Scott, che cantò il ritornello nella registrazione.
M Factor, il lato B, fu pubblicato in due versioni differenti. Quella originale accompagnò la prima uscita del disco in Europa e la seconda, un remix, le edizioni statunitense e canadese.
Pop Muzik toccò le vette di molte classifiche in tutto il mondo, divenendo uno dei brani più popolari dell'anno.

## Descrizione
Pop Muzik venne inizialmente registrata come una canzone funk e R&B prima che un amico di Robin Scott consigliasse a quest'ultimo di utilizzare anche dei sintetizzatori.
(Robin Scott)
Il singolo è stato pubblicato dapprima nel Regno Unito e raggiunse la seconda posizione il 12 maggio 1979, non riuscendo a battere la hit di Art Garfunkel Bright Eyes, che teneva il primo posto da ben sei settimane. In agosto venne distribuita anche in Nord America, dove scalò tutta la classifica fino a toccare, il 27 ottobre, la vetta, cosa che accadde negli Stati Uniti il 3 novembre.
Insieme a Scott durante la sessione di registrazione suonarono il fratello Julian Scott al basso elettrico, l'allora sconosciuto tastierista Wally Badarou, il canadese John Lewis, programmatore del sintetizzatore, il batterista Phil Gould, che in seguito divenne uno dei membri fondatori del gruppo Level 42, Gary Barnacle e Brigit Novik, cantante di supporto, accreditata come "Brigit Vinchon" nei crediti dell'album.
Il bebè con il ciuccio che ride sulla copertina dell'edizione singolo di Pop Muzik' è Berenice, la figlia di Robin Scott, divenuta una cantante, pianista/tastierista e compositrice, coinvolta nei progetti di suo padre con Phil Gould e Wally Badarou.

### Altri formati
La versione inglese del singolo 12 pollici era notevole per due facciate con una doppia scanalatura tale che le due tracce (Pop Muzik e M Factor) iniziavano oltre il classico bordo del vinile e finivano a metà, con un lungo silenzio alla fine del lato B poiché la traccia era più corta del lato A. Ciò provocò molte difficoltà nella riproduzione dei due pezzi, che venivano riprodotti in maniera casuale a seconda della caduta dell'ago del giradischi sul vinile. Per commercializzare ulteriormente questa idea, sulla copertina c'era scritto: "Lato B incluso sul lato A, mix discoteca completo di Pop Musik su Seaside". "Seaside" (in altre parole "C side", cioè "Lato C") era un semplice gioco di parole in quanto la lettera C, oltre ad essere il successivo "lato" logico dopo A e B, è pronunciata allo stesso modo della parola inglese "Sea", cioè "mare".
Pop Muzik venne remixata e ripubblicata nel 1989, raggiungendo la posizione numero 15 della UK Singles Charts.

### Pop Mart Mix
Nell 1997 una versione della canzone dal titolo Pop Muzik (Pop Mart Mix) con vocals di Bono e mixata da Steve Osborne fu utilizzata durante il PopMart Tour degli U2 per l'intero tour come intro, fu anche inclusa in diversi singoli come b-side.

## Tracce
7" originale
Pubblicato da MCA Records e EMI in Europa.
1. Pop Muzik – 3:21
2. M Factor – 2:30

Long version
Pubblicato sia in vinile 7" che 12" negli Stati Uniti dalla Sire Records e solo come 12" in Francia dalla Pathé Marconi EMI.
1. Pop Muzik (Long Version) – 4:58
2. M Factor – 2:30

12" olandese
Pubblicato nei Paesi Bassi dalla MCA Records. Il lato B M Factor è stato inserito sul lato A del vinile in questa versione, con un remix del singolo sul lato B.
1. Pop Muzik
2. M Factor
3. Pop Muzik (Long Version)

7" 1989 svedese
Pubblicato in Svezia come 7" nel 1989 dalla Freestyle Records.
1. Pop Muzik (Edited 1989 Remix) – 3:10
2. Pop Muzik (Original 7" Version) – 3:20

12" 1989 svedese
Pubblicato in Svezia come 12" nel 1989 dalla Freestyle Records.
1. Pop Muzik (Extended 1989 Hip Hop Remix) – 5:40
2. Pop Muzik (7" Version) – 3:20
3. Pop Muzik (Edited 1989 Dub Remix) – 3:20
4. Pop Muzik (Original 12" Version) – 5:00
5. Pop Muzik (Edited 1989 Remix) – 3:10

12" 1989 tedesco
Pubblicato in Germania come 12" nel 1989 dalla ZYX Records
1. Pop Muzik (The Hip Hop Club Remix) – 5:38
2. Pop Muzik (The Hip Hop Remix) – 3:20
3. Pop Muzik (Original '79 Mix) – 3:21

CD 2001 tedesco
Pubblicato nel 2001 in Germania dalla ZYX Music.
1. Pop Muzik (Britannia '89 Remix) – 3:11
2. Pop Muzik (Cabinet Remix) – 7:38
3. Pop Muzik (Original Version) – 3:21

## Classifiche

### Classifiche settimanali
| Classifica(1979–1980)         | Posizione |
| ----------------------------- | --------- |
| Australia (Kent Music Report) | 1         |
| Danimarca (IFPI)              | 1         |
| Europa (Eurochart Hot 100)    | 1         |
| Francia (IFOP)                | 12        |
| Italia                        | 5         |
| Sud Africa (Springbok Radio)  | 1         |
| USA Billboard Hot 100         | 1         |
| USA Cash Box                  | 4         |
| USA Record World              | 4         |

### Classifiche di fine anno
| Classifica (1979)              | Posizione |
| ------------------------------ | --------- |
| Australia (Kent Music Report)  | 10        |
| Austria (Ö3 Austria Top 40)    | 6         |
| Belgio (Ultratop 50 Flanders)  | 28        |
| Canada (RPM Top 200 Singles)   | 21        |
| Francia (IFOP)                 | 39        |
| Italia (FIMI)                  | 18        |
| Olanda (Dutch Top 40)          | 28        |
| Paesi Bassi (Single Top 100)   | 29        |
| Sud Africa (Springbok Radio)   | 5         |
| Svizzera (Schweizer Hitparade) | 13        |
| USA Cash Box                   | 15        |

| Classifica (1980)    | Posizione |
| -------------------- | --------- |
| US Billboard Hot 100 | 40        |

## Cover
- Il gruppo vocale e strumentale maschile All Systems Go è entrato nella Official Singles Chart il 18 giugno 1988. Raggiunse il numero 63 e rimase nella classifica per 2 settimane.[28]
- Il gruppo irlandese U2 ne ha inciso una versione pubblicata nel lato B del singolo Last Night on Earth, utilizzandola come introduzione dei concerti del PopMart Tour.
- Una cover del pezzo è inclusa in una versione del singolo For Real di Tricky.